# دالافيلا
دالافيلا (بالإنجليزية: Dalaffilla)‏، المعروف أيضًا باسم (غابولي، أو الو دلافيلا)، وهو بركان طبقي بارتفاع 578 مترًا (1،896 قدمًا) في إثيوبيا. إنها أعلى نقطة في جولينا. حدث الثوران الوحيد المسجل لدالافيلا في عام 2008 عندما انتقلت تدفقات الحمم البركانية من جانبيها الغربي والشمالي الغربي إلى الشمال الشرقي.